# Filipinas en los Juegos Paralímpicos de Londres 2012
Filipinas estuvo representada en los Juegos Paralímpicos de Londres 2012 por nueve deportistas, cuatro hombres y cinco mujeres. El equipo paralímpico filipino no obtuvo ninguna medalla en estos Juegos.